# Internationalized Resource Identifier
IRI (ang. Internationalized Resource Identifier) – standard internetowy uwzględniający internacjonalizację, umożliwiający łatwą identyfikację zasobów w Internecie. Został opisany w dokumencie RFC 3987 ↓.
IRI jest zazwyczaj krótkim łańcuchem znaków, zapisanym zgodnie ze składnią określoną w standardzie. Łańcuch ten określa nazwę lub adres (lokalizację) zasobu. Identyfikator IRI ma budowę taką jak URI, jednak ponadto uwzględnia potrzeby języków mających alfabet inny niż łaciński (angielski).